# Kristian Kunert
Kristian Kunert (* 16. Juli 1941 in Witkowitz, Protektorat Böhmen und Mähren) ist ein deutscher Erziehungswissenschaftler, seit 2004 emeritierter Professor für Schulpädagogik an der Eberhard Karls Universität Tübingen. Seine wissenschaftlichen Schwerpunkte sind: Schulinterne Lehrerfortbildung, Konzepte der Humanistischen Pädagogik in ihrer Bedeutung für das schulische Lernen, Alternative Schulmodelle und Transpersonale Lehr-/Lern-Methoden.

## Leben und Wirken
Nach Flucht und Vertreibung kam er mit seiner Mutter und seinen Geschwistern nach Schwaben, schließlich nach Augsburg. Dort legte er am Peutinger-Gymnasium das Abitur ab. Folgend ließ sich an der Augsburger PH zum Lehrer für Grund- und Hauptschulen ausbilden. Kristian Kunert war nach seinem Studium sieben Jahre als Hauptschullehrer im Raum Augsburg tätig. Von 1968 bis 1973 studierte er Erziehungswissenschaft, Allgemeine Pädagogik, Psychologie und Katholische Religionspädagogik an der Ludwig-Maximilians-Universität München. Das Zweitstudium schloss er mit der Promotion zum 'Dr. phil.' ab.
Von 1972 bis 1981 war Kristian Kunert in der bayerischen Lehrerbildung tätig. Im Jahr 1981 folgte er einen Ruf an das Deutsche Institut für Fernstudien an der Universität Tübingen. Von 1987 bis zu seiner Emeritierung lehrte er am Institut für Erziehungswissenschaft dieser Hochschule. Er hielt Vorlesungen und Seminare für Lehramtskandidaten vor allem für den Gymnasialbereich und für Sozialpädagogen. Hervorzuheben sind seine wissenschaftliche Begleitung der Entwicklung eines Konzepts Pädagogische Schulentwicklung in Rheinland-Pfalz sowie sein Engagement nach der Wende um den Aufbau und die Weiterentwicklung der Schulen und der Lehrerbildung in Thüringen.
Kristian Kunert, Vater von zwei erwachsenen Kindern, war 1968 maßgebend an der Gründung  der Berufsakademie der Katholischen Erziehergemeinschaft-Schwaben in Augsburg beteiligt, die er einige Jahre ehrenamtlich leitete. Nach seiner Emeritierung war er einige Jahre Dozent für das Fach Förderung der emotionalen Kompetenz an der IB-Hochschule Studienzentrum Stuttgart.

## Werke (Auswahl)
- Auch Lehrer sind Menschen. Ausgewählte Glossen (mit Illustrationen von Brigitte Karcher), Nördlingen 1975
- Einführung in die curricale Unterrichtsplanung, München 1976
- Die Vernachlässigten unserer Schulen. Kinder aus sozialen Randgruppen (Obdachlosenfamilien) als gesellschaftliches und pädagogisches Problem, Bad Heilbrunn 1976
- Zur primären Sozialisation milieubenachteiligter Kinder, Augsburg 1977
- Theorie und Praxis des offenen Unterrichts, München 1978
- Kritik und Erneuerung der Unterrichtsplanung, Baltmannsweiler 1986
- Lernen im Kollegium, Bad Heilbrunn 1992
- (mit Marcus Knill) Team und Kommunikation. Theorie und Praxis. 2. Aufl. Aarau 2000
- Wie schwierig sind schwierige Schüler/innen wirklich? Gründe und Lösungen – ein Arbeitsbuch, Aarau 2003